# Annamanum annamana
Annamanum annamana är en skalbaggsart som beskrevs av Stefan von Breuning 1960. Annamanum annamana ingår i släktet Annamanum och familjen långhorningar. Inga underarter finns listade i Catalogue of Life.